# Kąty (powiat opolski)
Kąty – wieś w Polsce położona w województwie lubelskim, w powiecie opolskim, w gminie Wilków.
W latach 1975–1998 miejscowość należała administracyjnie do województwa lubelskiego.
Wieś stanowi sołectwo w gminie Wilków. Według Narodowego Spisu Powszechnego z roku 2011 wieś liczyła 136 mieszkańców.
Wierni Kościoła rzymskokatolickiego należą do parafii św. Floriana i św. Urszuli w Wilkowie.

## Etymologia
Etymologię słowa Kąty wyjaśnia nota słownika z roku 1882:

Kąty, są to osady zakładane wśród lasów celem zużytkowania takowych przez wyrabianie potażu, szkła, smoły, klepek itp. odpowiadają więc budom, majdanom, hutom, kuźnicom,